# Erhard (Minnesota)
Erhard ist eine Kleinstadt im Norden der Vereinigten Staaten Sie liegt im Otter Tail County im Bundesstaat Minnesota. Das U.S. Census Bureau hat bei der Volkszählung 2020 eine Einwohnerzahl von 132 ermittelt.
Erhard liegt ca. 280 km südlich von Kanada und knapp 80 km südöstlich von Fargo an der Grenze zu North Dakota.

## Geschichte
Erhard wurde am 24. September 1870 gegründet und 1882 in die Katastermappe eingetragen. Ursprünglich hieß die Siedlung Erhard's Grove und wurde nach einem frühen Siedler namens Alexander E. Erhard benannt.